# Шилтьян, Григорий Иванович
Григо́рий Ива́нович Шилтья́н (арм. Շիլտյան Գրիգոր Հովհաննեսի, итал. Gregorio Sciltian; 20 августа 1900, Нахичевань-на-Дону — 1 апреля 1985, Рим) — российский и итальянский художник армянского происхождения. Автор многочисленных живописных работ в стиле кубофутуризма и реализма.

## Биография
Григорий родился в 1900 году в Нахичеване-на-Дону (ныне район Ростова-на-Дону). Его отец был адвокатом, мать происходила из семьи зажиточных армянских промышленников. По окончании лицея он переехал в Москву, где продолжил обучение в классической гимназии А. Адольфа. В это же время Григорий начал изучение изобразительного искусства. В пятнадцатилетнем возрасте он возвращается в Ростов-на-Дону, а затем переезжает в Петроград, где учится в Академии художеств.
После Октябрьской революции Шилтьян бежит в Грузию с намерением уехать оттуда в Европу, но не имея визы, временно обосновался в Тбилиси. В космополитическую среду города его ввели братья-художники Илья и Кирилл Зданевичи. Здесь Григорий также встречает художников Сергея Судейкина, Савелия Сорина, поэтов Тициана Табидзе, Паоло Яшвили, Василия Каменского, драматурга Николая Евреинова и музыканта Николая Черепина. Непродолжительное время он входил в группу нигилистов-дадаистов «ничевоки», состоявшую из представителей творческой интеллигенции.
В 1919 году Шилтьян покинул Грузию. После краткой остановки в Крыму, 5 августа 1920 года он окончательно оставляет Россию, переехав сначала в Константинополь, а затем в Вену. Здесь, гостя у родственников, он учится в Академии художеств.
В канун Рождества 1922 года Григорий переехал в Берлин. Там в 1923 году он вступает в брак с Еленой Боберман. После свадебного путешествия в Монако, Шилтьян уезжает в Италию. С 1923 по 1927 год он проживает в Риме. В 1927 году Г. Шилтьян обосновался в Париже.
В 1933 году был посвящён в масоны в парижской русской ложе «Астрея» № 500 Великая ложа Франции.
В 1933 году он возвращается в Италию и поселяется в Милане, где живёт до 1941 года. С началом второй мировой войны он уезжает вместе с женой на озеро Гарда и возвращается обратно лишь в 1947 году.
Умер Г. И. Шилтьян 1 апреля 1985 года.

## Творчество

Г. И. Шилтьян. Автопортрет

Дебют Григория как художника состоялся после его возвращения в Ростов-на-Дону. Со своими авангардными кубофутуристическими работами он принимал участие в коллективных выставках. Дальнейшее формирование его стиля проходило в петроградской Академии художеств. Большое влияние в это время на него оказал Обри Бердслей. В 1920-х годах, изучая в Академии и Венском музее произведения итальянского Возрождения, Шилтьян возвращается к классическому изображению.
Перебравшись в Берлин, Григорий совместно с художниками Львом Заком, Филиппом Гозиасоном и Романом Крамштичем открывает студию на Моцштрассе.
Уехав в Рим, Шилтьян открыл там студию и в 1925 году принял участие в Римской биеннале. Известный итальянский искусствовед Роберто Лонги рекомендовал Шилтьяна художественной галерее «Дом искусств Брагаглия». Критик обращал особое внимание на особенности живописи художника, в духе возрождённых традиций Караваджо и реализма фламандской школы, которые сочетались с впечатляющей фотографической точностью, что позволяло достигать двояковыпуклого эффекта за счёт компактного нанесения цветов и техники, заимствованной у античных авторов.
В середине 1920-х годов по заказу князя Волконского он делает в двух экземплярах копии росписи овала потолка дворца Строгановых в Риме начала XVII века. После того как оригиналы были утрачены, они были без промедления заменены копиями Шилтьяна и выданы за подлинники.
В 1926 году Григорий принял участие в Венецианской биеннале. Обосновавшись в Париже, выставляется в Салоне Независимых (фр. Salon des Indépendants). Одна из его работ была приобретена музеем Люксембурга. В 1928 году он принимает участие в выставке русского искусства (all'Exposition de l'Art Russe), проходившей во Дворце изящных искусств в Брюсселе. Его работы приобретает Королевский музей Бельгии. Визитной карточкой его живописи становится натюрморт, с приёмом «trompe-l’œil» («обманки»), то есть с применением иллюзионистических эффектов.
Вернувшись в 1933 году в Милан Григорий работает также в качестве портретиста, делая на заказ портреты представителей итальянской культуры и политики. Он отправляет свои работы на различные зарубежные выставки, проходившие в Льеже, Берлине, Лондоне. В Милане Шилтьян подготовил персональную выставку в Галерее Скопиник (итал. Galleria Scopinich), рецензию на которую сделал арт-критик Карло Карра в газете «Амброзиана». В том же 1933 году — выставку в Галерее Ван Леер в Париже, в 1937 году — в пресс-клубе в Болоньи, в 1939 году — снова в Милане в галерее Этторе Джан Феррари. Он экспонирует в Британском павильоне на Венецианской биеннале 1936 года картину «Вакх в таверне», которую приобрела Национальная галерея современного искусства в Риме. В 1940 году он совместно с Фабрицио Клеричи выполняет иллюзионистические эффекты для VII Миланской триеннале. В 1942 году художник устраивает персональную выставку в миланской частной галерее Дель Мильоне. В том же году под его работы отводят зал на Венецианской биеннале.
После войны Григорий Иванович создал студию в Милане во дворце Тривульцио. В 1947 году он экспонируется в миланской галерее Дель Иллюстрационе на выставке «Живопись группы современных художников-реалистов» совместно с братьями Ксавьером и Антонио Буэно, Карло Гуарьенти, Аччи, Серри и Пьетро Аннигони. В 1948 году с этой же группой он организует выставку в римской галерее Ла-Маргерита. Летом художник работает на озере Гарда, где изучает маньеризм. В 1949 году он экспонируются на выставке в портретной галерее Керубини (Ritratto alla Galleria Cherubini) во Флоренции. В 1950 году выставляет ряд работ на XXV Венецианской биеннале и на «Международной выставке художников-реалистов» в парижской галерее Марторен (фр. Galérie Martoren). В том же году в Милане вышла книга французского искусствоведа Вальдемара Джорджа посвящённая Григорию Ивановичу — «Шилтьян: магия реальности».
С 1950-х годов Григорий Шилтьян делает костюмы для постановок оперного фестиваля Флорентийский музыкальный май и театра Ла Скала. С 1960-х годов он иллюстрирует произведения на религиозные темы.
В апреле 1959 года у Григория Ивановича гостила семья Михаила Шолохова. Дочь писателя Светлана Михайловна в своих «Дневниковых записях» вспоминает, что их поразило мастерство художника:
В Европе господствовал примитивизм в живописи, а Шилтьян в противовес этому направлению писал свои картины в подчеркнуто реалистическом, даже натуралистическом стиле.
Г. И. Шилтьян опубликовал две автобиографические книги: «Моё приключение» (итал. «Mia avventura») и «Реальность Шилтьяна» («La realtà di Sciltian»), вышедшие в Милане в 1963 и 1968 годах, соответственно.

### Некоторые портреты
Григорий Шилтьян выполнил на заказ ряд портретов, в том числе:
- Иво Панаджи (1925, Рим, коллекция Шилтьяна в Риме)
- Маргарита Спиридович (1930, Париж, коллекция Шилтьяна в Риме; 1932, масло, Париж, частная коллекция)
- Князь Волконский (1938, Париж, частная коллекция, Париж)
- Джованни Шайвиллер (1941, коллекция Сильвано Шайвиллера)
- Графиня М. А. Терци (1944, коллекция графа Оттобоно Терци, Брешиа)
- Донна А. Брузадели (1949, частное собрание, Рим)
- Госпожа М. А. Фолонари (1949, коллекция У. Фолонари, Брешиа)
- Граф Джан Карло Камерана (1953, коллекция графини Лауры Камерано, Турин)
- Лаура Кабасси (1953, коллекция Джузеппе Кабасси, Милан; 1958, коллекция Джузеппе Кабасси, Милан)
- Лючио Риденти (1955, коллекция Лючио Риденти, Турин)
- Мирта Мантеро (1955, коллекция Мантеро, Черноббьо, Комо)
- Граф Джероламо Гаслини (1957, Фонд Гаслини, Генуя)
- Графиня Лоредана Коопманс-де-Йольди (1958, коллекция Коопманс-де-Йольди, Милан)
- Госпожа М. А. Гальтаросса (1959, коллекция Джакомо Гальтаросса, С. Пьетро в Кариано, Верона)
- Граф Л. Занон ди Валджурата (1959, коллекция Л. Занона, Турин)
- Архитектор Е. Морони (1960, рисунок, коллекция Морони, Милан)
- Арнольдо Мондадори (1960, коллекция Мондадори, Милан)
- Госпожа М. Орланди (1963, коллекция А. Орланди, Милан)
- Семья Адреани (портрет Хильды Адреани, 1963, коллекция Маурицио Адреани, Милан; портрет Маурицио Адреани, 1966, коллекция Маурицио Адреани, Милан)
- Пеппино де Филиппо (1965, коллекция Пеппино де Филиппо, Рим)
- Командор Данте Кода (Институт банка С. Паоло, Турин)

### Персональные выставки
- Декабрь 1925 — «Дом искусства Брагаглия», Рим, выставка, организованная Роберто Лонги; выставленные картины: «Гитара», «Женщины», «Игрушки», «Плоды», «Торговец фруктами» (1924); «Продавец рыбы», «Цветочница», «Портрет художника», «Причесывающийся человек», «Кухонная утварь», «Обнажённая женщина» (1925) и 17 рисунков (1925).
- Июнь 1933 — галерея Скопиник, Милан.
- Около 1933 — ресторан Джацци (Ristorante Giazzi), парк Монци.
- Около 1933 — галерея Превости (Galleria Prevosti), Варесе.
- 1934 — галерея Дедало (Galleria Dedalo), Милан.
- 1937 — пресс-клуб, Болонья, выставка, организованная коллекционером Ванелли.
- Апрель 1939 — галерея Этторе Джан Феррари, Милан, выставка, организованная Рафаэлем Каррьери.
- 1940 — Лицей, Флоренция, выставка, организованная Контини-Бонакосси.
- 1942 — галерея Дель Мильоне, Милан; выставка получила хорошую рецензию Уго Ойетти («Коррьере делла Сера», 25 февраля 1942) и закрепила успех Шилтьяна, который начинает получать многочисленные заказы как государственные, так и частные.
- 1942 — XXIII Международная выставка Биеннале искусств в Венеции; в Центральном выставочном дворце экспонировались следующие работы Шилтьяна: «Музыкальные инструменты», «Клио», «Любопытные женщины», «Писатель Джованни Шайвилер», «Путешествие по Италии», «Путешествия», «Романтика», «Мореплаватель», «Граф Л. Висконти ди Модроне», «Принц С. Кастельбарко Альбани», «Любовное письмо», «Портрет мыслителя», «Книги», «Автопортрет», «Филателист», «Сюзанна и старцы», «Портрет Лизетты Понти», «Обман I», «Голова девочки», «Обман II», «Обман III», «Вакх в таверне», «Портрет Ромео Тонинели».
- 23 июля — 20 сентября 1955 — выставка работ Григория Шилтьяна, Лодочное общество буцентавров, Венеция.
- 1956 — пресс-клуб, Рим.
- 26 июня — 6 октября 1958 — выставка работ Григория Шилтьяна, Лодочное общество буцентавров, Венеция.
- 16 мая — 16 июня 1963 — выставлена картина «Крещение Иисуса», салон Беато Анджелико, Рим.
- Ноябрь — декабрь 1970 — чествование Г. И. Шилтьяна во дворце Венеция, салон Барбо, Рим.
- Июнь — сентябрь 1973 — Атенео Сан-Басса, Венеция.
- 21 апреля — 6 мая 1977 — галерея Ла Градива, Рим.
- 12—29 марта 1979 — выставлена картина «Mors atomica», галерея Ла Баркаччья, Рим.
- Июль — октябрь 1980 — выставка «Григорий Шилтьян — антология с 1916 года», Ротонда на улице Безана, Милан.
- 1983 — выставка «Антология», Москва[4].
- 2 февраля — 31 марта 1986 — выставка «Шилтьян — ретроспектива», Алмазный дворец, Феррара.

### Коллективные выставки
- 1925 — III Международная биеннале искусств в Риме, зал 15.
- 1926 — XV Международная выставка искусства в Венеции.
- 1936 — XX Международная выставка современного искусства в Венеции, Британский павильон; экспозиция иностранцев, проживающих в Италии.
- Декабрь 1936 — социальная выставка в Осеннем салоне, Милан.
- 8—23 мая 1937 — галерея Дедало, Милан, выставка работ Николая Бенуа и Григория Шилтьяна; выставленные картины: «Мастер по изготовлению гитар», «Игроки», «Туалет», «Клоун», «Стол художника», «Продавец рыбы», «Юноша с гроздью винограда», «Портрет графа Муццарелли-Верзони», «Портрет русского эмигранта», «Философ», «Ностальгия», «Автопортрет», «Подросток в жёлтой футболке», «Вакх в таверне», «Голубое письмо», «Корзинка с фруктами», «Бокал и тыква» и 40 натюрмортов.
- Ноябрь 1939 — социальная выставка в Осеннем салоне, Милан.
- 1940 — VII Миланская триеннале.
- Апрель 1941 — галерея Дель Мильоне, Милан; выставленные картины: «Музыкальные инструменты» (1939), «Святой Себастьян» (1940), «Портрет мыслителя» (1940), «Завтрак» (1940).
- 1947 — выставка «Живопись группы современных художников-реалистов», галерея Дель Иллюстрационе в Милане и галерея Флоренции.
- 1948 — выставка «Живопись группы современных художников-реалистов», галерея Ла-Маргерита, Рим.
- 1948 — XXIV Венецианская биеннале, Центральный дворец, зал IX.
- 1949 — галерея Керубини, Флоренция.
- 1950 — XXV Венецианская биеннале, Центральный дворец, зал XIX.
- 1984 — выставка современных художников-реалистов (1947—1949), оружейный зал дворца Веккьо, Флоренция.
- 1987 — Национальная галерея современного искусства, Рим.
- 2007 — выставка «Autoritratti-Selfportrait», дворец Франкетти, Венецианский институт литературы, наук и искусств, Венеция; выставленная картина: «Автопортрет» (1954).

### Сценография
- 1953 — «Война и мир» Сергея Прокофьева, «Флорентийский музыкальный май», режиссёр Татьяна Павлова.
- 1954 — «Мавра» Игоря Стравинского, театр Ла Скала, Милан.
- 1957 — «Колокольчик» Гаэтано Доницетти, Пиккола Скала, Милан.
- 1958 — «Абу-Гассан», Карл Мария Вебер, Пиккола Скала, Милан.
- 1958 — «Заговорщики, или Домашняя война» Франца Шуберта, Пиккола Скала, Милан.
- 1962 — «Испанский кардинал» Анри де Монтерлана, театр «Конвеньо», Милан.

### Иллюстрации
- Анна Брузадели, «I giorni: poesie» (Таллоне, Париж, 1952) — 5 цветных иллюстраций.
- Лев Толстой, «Анна Каренина» (Издательский дом, Милан, 1967) — 118 цветных иллюстраций.

### Публикации
- «Изображение реальности: эстетика и техника»: Pittura della realtà: estetica e tecnica. — Milano, 1956.
- «Моё приключение»: Mia avventura. — Milano, 1963.
- «Реальность Шилтьяна»: La realtà di Sciltian. — Milano, 1968.
- «Григорий Шилтьян, 30 „обманок“» (с введением Поля Виалара): Gregorio Sciltian, 30 trompe-l’oeil. — Milano, 1980. — ISBN 88-203-1188-7.
- «Трактат о живописи: эстетика, техника» (с введением Уго Спирито): Trattato sulla pittura: Estetica, tecnica. — Milano, 1981. — ISBN 88-203-0928-9.

## Шилтьян в филателии

Картина «Филателист» на почтовой марке Кубы (1968), посвящённой Дню почтовой марки(Sc #1332)

Одна из работ Г. И. Шилтьяна — картина «Филателист» — не только попала на почтовую марку Кубы 1968 года, но и была замечена в филателистической литературе тех лет. В частности, Борис Кисин в своей книге «Страна Филателия» (1969) привёл иллюстрацию этой картины, сопроводив её следующим текстом в духе того времени:
Посмотрите на картину «Филателист» Григория Шилтьяна, известного художника-реалиста, живущего в Италии. Он тщательно выписывает каждую деталь в облике своего героя, стремясь к предельной ясности выражения.
Как же изобразил художник филателиста? Неубранная, захламлённая комната. Старое, рваное кресло. Усталые руки, потухший взор. В жизни осталась одна привязанность — марки, и больше ничего.
Как много их таких филателистов, в капиталистическом мире! Нам чужды цели их собирательства. Марки не средство ухода от мира, а помощь в его познании.

Мы собираем марки не для того, чтобы укрыться от жизни, а чтобы жить более полно, более радостно, с большей пользой для себя и для других.
В 1981 году картина Г. И. Шилтьяна «Еда и вино» была помещена на почтовую марку Италии, посвящённую первому Всемирному дню продовольствия (Sc #1492). Кроме того, в 1982 году почта Сан-Марино выпустила три рождественские марки с картинами Григория Ивановича на религиозные темы (Sc #1037—1039).

## Память
В 1989 году в усадьбе Мирабела дель Витториале (Гардоне Ривьера) открылся музей Григория Шилтьяна. Коллекция состоит из 32 картин художника.

## Награды
15 сентября 1974 года художник был награждён итальянским Савойским гражданским орденом.